# Верхнеянактаево
Верхнеянактаево (баш. Үрге Янахтай, Мар.Тӧлвай) — деревня в Балтачевском районе Республики Башкортостан Российской Федерации. Входит в состав Верхнеянактаевского сельсовета.

## География

### Географическое положение
Расстояние до:
- районного центра (Старобалтачёво): 6 км,
- центра сельсовета (Новоямурзино): 5 км,
- ближайшей ж/д станции (Куеда): 76 км.

## Население
| 2002 | 2009 | 2010 |
| ---- | ---- | ---- |
| 201  | →201 | ↘171 |

Согласно переписи 2002 года, преобладающая национальность — марийцы (88 %).